# دارين سوتو
دارين سوتو (بالإنجليزية: Darren Soto)‏ هو محلل مالي ومحامي وسياسي أمريكي، ولد في 25 فبراير 1978 في الولايات المتحدة. حزبياً، نشط في الحزب الديمقراطي. في انتخابات مجلس النواب الأمريكي 2016، انتخب عضو مجلس النواب الأمريكي عن دائرة Florida's 9th congressional district ‏ وقد انضم خلال فترته النيابية ‏ (3 يناير 2017 – 3 يناير 2019) للكتلة البرلمانية الحزب الديمقراطي وانتخب عضو مجلس ولاية فلوريدا (2012 – 2016) وانتخب عضو مجلس نواب فلوريدا (2007 – 2012).

## وصلات خارجية
- الموقع الرسمي